# Tân Quy Đông
Tân Quy Đông là một phường cũ thuộc thành phố Sa Đéc, tỉnh Đồng Tháp, Việt Nam.

## Địa lý
Phường Tân Quy Đông có vị trí địa lý:
- Phía đông giáp huyện Cao Lãnh qua sông Tiền
- Phía tây giáp huyện Lai Vung và phường An Hòa, xã Tân Quy Tây
- Phía nam giáp Phường 1 và Phường 3
- Phía bắc giáp xã Tân Khánh Đông.

Phường Tân Quy Đông có diện tích 6,44 km², dân số năm 2004 là 7.387 người, mật độ dân số đạt 1.148 người/km².

## Hành chính
Phường Tân Quy Đông được chia thành 4 khóm: Sa Nhiên, Tân Hiệp, Tân Huề, Tân Mỹ.

## Lịch sử
Trước đây, Tân Quy Đông là một xã thuộc thị xã Sa Đéc.
Ngày 10 tháng 9 năm 1981, Hội đồng Bộ trưởng ban hành Quyết định 62-HĐBT. Theo đó, tách ấp Tân Long thuộc xã Tân Quy Đông để thành lập phường 3.
Xã Tân Quy Đông còn lại 3 ấp: Tân Mỹ I, Tân Mỹ II và Sa Nhiên.
Ngày 16 tháng 2 năm 1987, Hội đồng Bộ trưởng ban hành Quyết định số 36-HĐBT. Theo đó, sáp nhập ấp Tân Huề thuộc xã Tân Dương của huyện Thạnh Hưng vào xã Tân Quy Đông.
Ngày 30 tháng 11 năm 2004, Chính phủ ban hành Nghị định số 194/2004/NĐ-CP. Theo đó, thành lập phường Tân Quy Đông trên cơ sở toàn bộ 643,72 ha diện tích tự nhiên và 7.387 người của xã Tân Quy Đông.
Ngày 14 tháng 10 năm 2013, Chính phủ ban hành Nghị quyết số 113/NQ-CP về việc thành lập thành phố Sa Đéc thuộc tỉnh Đồng Tháp. Phường Tân Quy Đông trực thuộc thành phố Sa Đéc.

## Hình ảnh

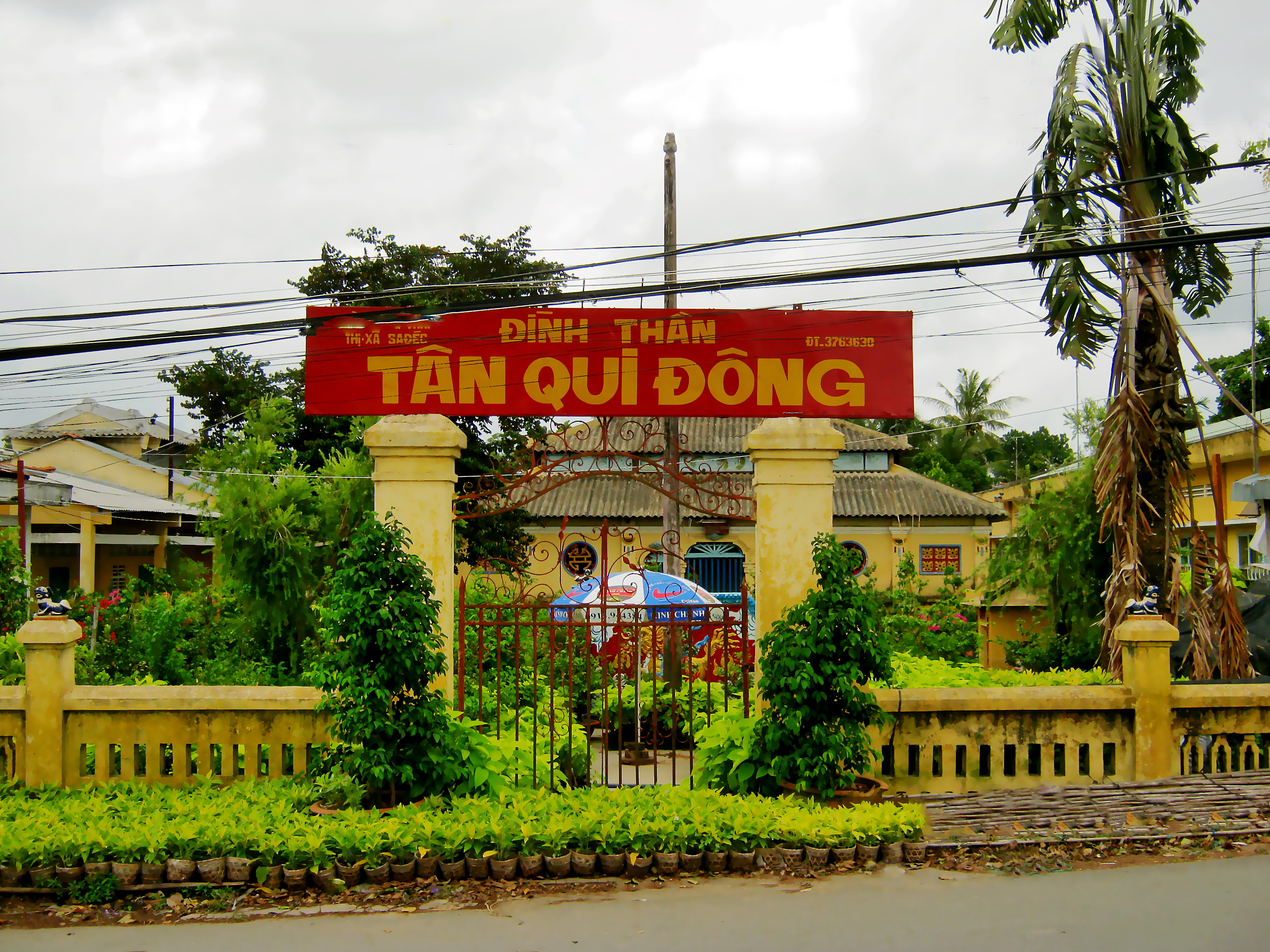
Đình Tân Quy Đông.
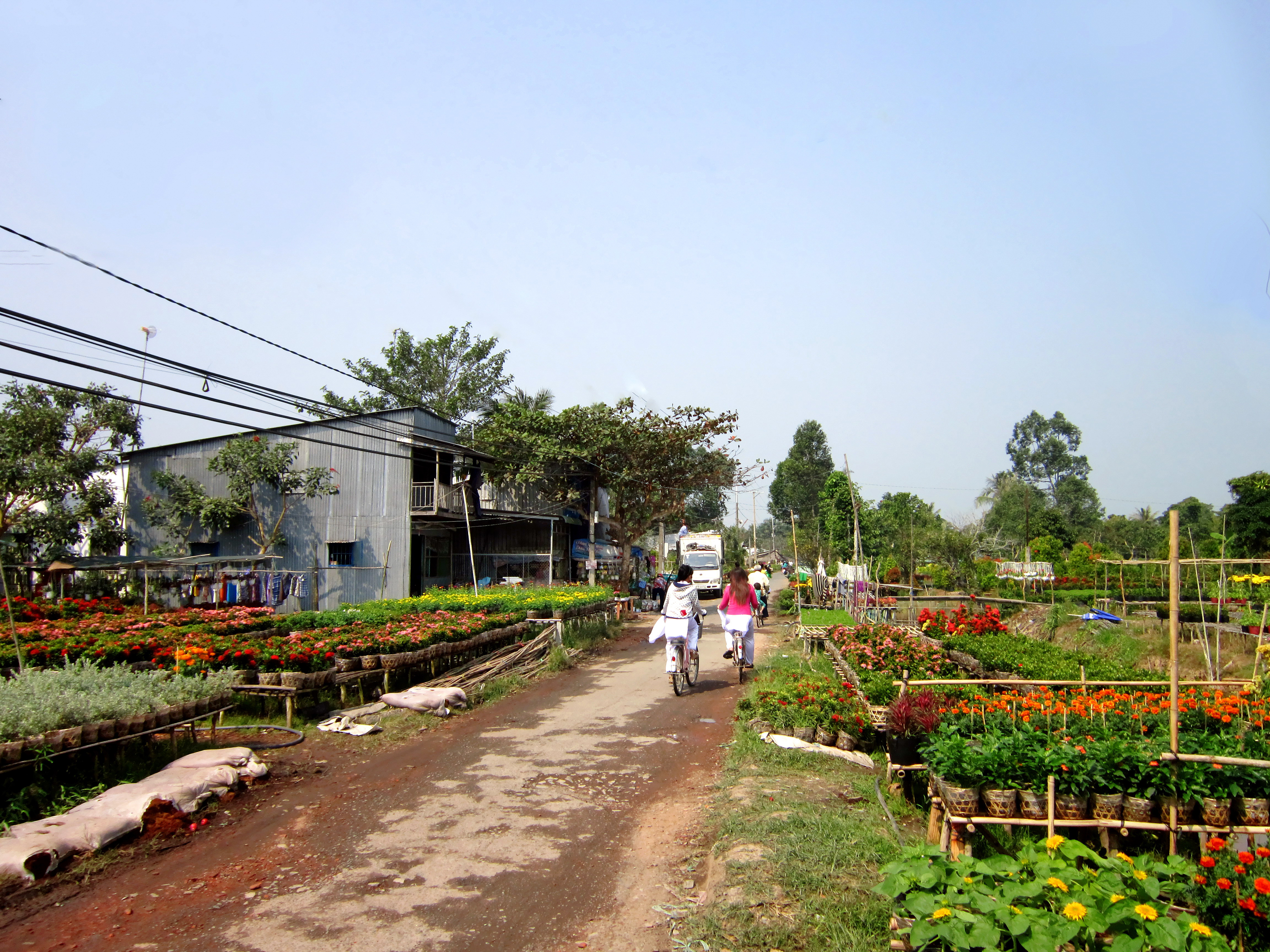
Đường liên khóm trong làng hoa Tân Quy Đông.
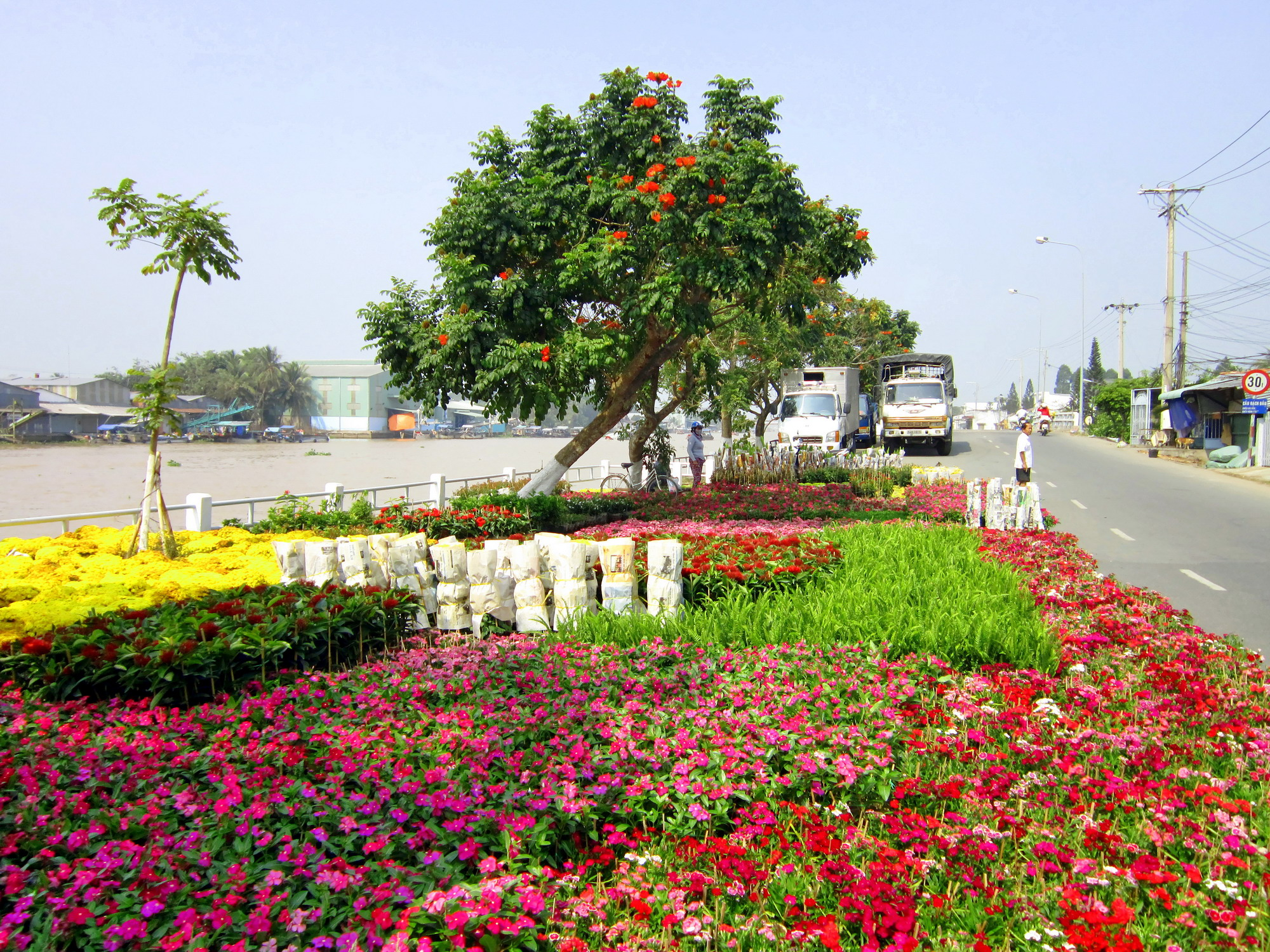
Hoa ở Tân Quy Đông bên bờ sông Sa Đéc (ảnh 1).